# Suimanga de Temminck
El suimanga de Temminck (Aethopyga temminckii) és un ocell de la família dels nectarínids (Nectariniidae).

## Hàbitat i distribució
Habita els boscos del sud-oest de Tailàndia, Malaia, Sumatra i Borneo.